# Turbinicarpus saueri

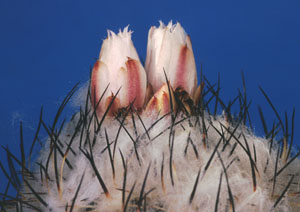
Kulturpflanze mit Blütenknospen

Turbinicarpus saueri ist eine Pflanzenart in der Gattung Turbinicarpus aus der Familie der Kakteengewächse (Cactaceae). Das Artepitheton saueri ehrt Paul Sauer, den Schwager von Hans Wilhelm Viereck.

## Beschreibung
Turbinicarpus saueri wächst meist einzeln mit grau- bis blaugrünen, etwas niedergedrückt kugelförmigen Körpern und hat mehrheitlich Faserwurzeln. Die im Scheitel bewollten Körper erreichen Wuchshöhen von 4 bis 5 Zentimetern und Durchmesser von 4 bis 5 Zentimeter. Ihre im Umriss etwas kantigen und auf der Oberseite gerundeten Höcker sind 2 bis 5 Millimeter hoch. Es sind 1 bis 3 gräulich schwarz, abstehende, leicht aufwärts gebogenen Mitteldorn mit einer Länge von 10 bis 16 Millimetern vorhanden, die an ihrer Basis mit weißlichen Schüppchen bedeckt sind. Die 7 bis 14 ausstrahlenden Randdornen sind weiß, werden im Alter dunkler, sind schlank, mehr oder weniger gerade und 5 bis 15 Millimeter lang.
Die weißen Blüten besitzen einen rötlichen Mittelstreifen. Sie sind 1,5 bis 2 Zentimeter lang und weisen Durchmesser von 2 bis 2,5 Zentimetern auf. Die kugelförmigen bis verlängerten, weißlich braunen Früchte sind 4 bis 7 Millimeter lang und erreichen einen Durchmesser von 3 bis 5 Millimeter.

## Systematik, Verbreitung und Gefährdung
Turbinicarpus saueri ist in den mexikanischen Bundesstaaten Tamaulipas und Nuevo León verbreitet.
Die Erstbeschreibung als Echinocactus saueri erfolgte 1928 durch Friedrich Bödeker. Václav John und Jan Říha (* 1947) stellten die Art 1983 in die Gattung Turbinicarpus. Weitere nomenklatorische Synonyme sind Neolloydia saueri (Boed.) F.M.Knuth (1936), Thelocactus saueri (Boed.) Borg (1937), Gymnocactus saueri (Boed.) Backeb. (1942), Thelocactus saueri (Boed.) H.P.Kelsey & Dayton (1942, nom. illeg.) und Pediocactus saueri (Boed.) Halda (1998).
Es werden folgende Unterarten unterschieden:
- Turbinicarpus saueri subsp. gonzalezii Pavlícek & Zatloukal
- Turbinicarpus saueri subsp. nelissae Halda & Panar.
- Turbinicarpus saueri subsp. saueri
- Turbinicarpus saueri subsp. septentrionalis Matusz. & Šnicer
- Turbinicarpus saueri subsp. verduzcoi Zachar & Lux

Turbinicarpus saueri wird in Anhang I des Washingtoner Artenschutz-Übereinkommen geführt. In der Roten Liste gefährdeter Arten der IUCN ist sie als „Vulnerable (VU)“, d. h. als gefährdet eingestuft. Die nicht mehr akzeptierte Unterart Turbinicarpus saueri subsp. nelissae wurde 2002 als vom Aussterben bedroht (Critically Endangered (CR)) eingestuft. Bei der Aktualisierung 2009 wurde die Unterart nicht neu bewertet und aus der roten Liste entfernt.

## Nachweise